# Цинцкаро (Цалкский муниципалитет)
Цинцкаро (груз. წინწყარო) — село в Грузии, на территории Цалкского муниципалитета края (мхаре) Квемо-Картли.

## География
Село находится в юго-восточной части Грузии, к северо-востоку от Цалкинского водохранилища, на расстоянии приблизительно 7 километров (по прямой) к северо-западу от города Цалка, административного центра муниципалитета. Абсолютная высота — 1532 метра над уровнем моря.

## Население
По результатам официальной переписи населения 2014 года в Цинцкаро проживало 246 человек (125 мужчин и 121 женщина). В национальной структуре населения грузины составляли 64 %, азербайджанцы — 13 %, греки — 12 %, армяне — 11 %.
| Год  | Население, человек |
| ---- | ------------------ |
| 2002 | 168                |
| 2014 | ↗ 246              |